# (4976) Choukyongchol
(4976) Choukyongchol est un astéroïde de la ceinture principale.

## Description
(4976) Choukyongchol est un astéroïde de la ceinture principale. Il fut découvert le 9 août 1991 à Sapporo par Kazuro Watanabe. Il présente une orbite caractérisée par un demi-grand axe de 3,03 UA, une excentricité de 0,10 et une inclinaison de 8,6° par rapport à l'écliptique.

## Compléments